# Kiril Milanov
Kiril Milanov (bolgár cirill betűkkel: Кирил Миланов; Dupnica, 1948. szeptember 17. – Szófia, 2011. január 25.) bolgár válogatott labdarúgó.

## Pályafutása

### Klubcsapatban
Pályafutását a Marek Dupnica csapatában kezdte 1966-ban. Később játszott az Akademik Szofija és a Levszki Szofija csapataiban is. Kétszeres bolgár bajnok és kupagyőztes.

### A válogatottban
1973 és 1977 között 21 alkalommal szerepelt a bolgár válogatottban és 4 gólt szerzett. Részt vett az 1974-es világbajnokságon.

## Sikerei, díjai
Levszki Szofija
- Bolgár bajnok (2): 1973–74, 1976–77
- Bolgár kupa (2): 1975–76, 1976–77

Egyéni
- A KEK gólkirálya (1): 1976–77 (13 gól)